# Königsbach (Main)
Der Königsbach (auch Luderbach, Erlenbach; früher auch Frauenbach) ist ein Fließgewässer in Hessen. Er ist ein etwa 13,7 km langer orographisch linker, geographisch südlicher Zufluss des Mains. Das Quellgebiet des Bachs liegt bei der Stadt Dreieich im Landkreis Offenbach, die Mündung befindet sich im Stadtgebiet von Frankfurt am Main. Durch Aufstauung des Königsbachs im Frankfurter Stadtwald entstand in den 1930er Jahren das flächenmäßig größte Stillgewässer Frankfurts, der Jacobiweiher. Vom Quellgebiet bis zur nördlich davon gelegenen Frankfurter Stadtgrenze trägt der Bach den Namen Luderbach; der Unterlauf des Gewässers auf Frankfurter Stadtgebiet wird offiziell Königsbach genannt.

## Namen
Der Bach wurde erstmals im Jahr 1128 als „Kunigsbach“ urkundlich erwähnt. In der Urkunde belehnte der römisch-deutsche König Lothar III. den Vogt Konrad von Hagen mit sieben Mansen Land zwischen dem südmainischen Dorf Schwanheim und dem Königsbach. Der Name Königsbach bezieht sich auf den auch „Königswald“ oder „Königsforst“ genannten Wildbann Dreieich, dessen nördlichen Teil der Bach durchfließt. Weitere Namen mit dem gleichen Bezug sind Königsbrünnchen (vorher Königsbrunnen, von dem die steinerne Fassung mit Wappenreliefs erhalten geblieben ist), Königswiese und Königswiesenweg.
Im Unterlauf trug der Bach ehemals den Namen „Frauwenbach“ (Frauenbach), den zweitältesten urkundlich überlieferten Namen des Gewässers. Einen ersten Hinweis auf diesen Abschnittsnamen gibt eine Urkunde aus dem Jahr 1193, als Kaiser Heinrich VI. dem vom Deutschen Orden gegründeten Hospital in Sachsenhausen das „Reichsgut am Frauenwege“ (mittellateinisch „allodium nostrum in Frowenwege“ – wörtlich: unser Allod am Frauenweg) schenkte. 1338 übereignete Kaiser Ludwig der Bayer dem Deutschen Orden, der seit dem Hochmittelalter in Sachsenhausen umfangreiche Besitztümer hatte, Güter bei Niederrad bis zum „Frauenbach“.
Dass Königsbach und Frauenbach den gleichen Bach bezeichneten, bezeugen nahezu wortgleich zwei Lehnsurkunden des 15. Jahrhunderts. 1417 verlieh König Sigismund den Brüdern Friedrich und Rudolf von Sachsenhausen als Reichslehen „die Künigsbach, die da leuffet durch des Reichs waldte biß an den Mayn, da sie genandt ist die Frauwenbach, undt die See, die sie da haben.“ König Friedrich III. belehnte im Jahr 1440 Wenzel von Cleen und seinen Mitganerben Wilhelm von Ingelheim mit ihren Reichslehen, darunter „den durch den Reichswald zum Main fließenden, dort Frauenbach genannten Königsbach, einschließlich aller Seen“.
In Johann Hermann Dielhelms Werk Allgemeines Hydrographisches Lexicon aller Ströme und Flüsse in Ober- und Niederdeutschland aus dem Jahr 1743 ist das Gewässer unter der Bezeichnung „Goldbach“ aufgeführt. Dieser Lexikon-Eintrag nennt auch die Namen „Ludersbach“ und „Frauenbach“, außerdem wird der Bachlauf zwischen Neu-Isenburg und Frankfurt kurz beschrieben. In seinem Aufsatz Kurze physisch-geographische Beschreibung der Umgegend von Frankfurt, der 1839 im Archiv für Frankfurts Geschichte und Kunst erschien, schreibt Georg Ludwig Kriegk, dass der Bach im Walde „Luderbach“ und im Felde „Goldbach“ heiße. Dort werden Luderbach und Königsbach getrennt behandelt.
Für die in aktuellen Kartenwerken verwendete Bezeichnung „Luderbach“ wurden unterschiedliche Deutungen angegeben. Möglicherweise stammt die Bezeichnung vom Wort Luder. Nach einer anderen Deutung kommt „Lutterbach“ vom Begriff lauter (für klar), der auch in hessischen Ortsnamen wie Lauterbach und Lauterborn enthalten ist.
In der Stadt Neu-Isenburg tragen ein um den Bach gelegenes Wohnviertel sowie ein unmittelbar benachbartes, als Fauna-Flora-Habitat ausgewiesenes Gebiet die Bezeichnung Erlenbachaue, auch wenn dieser Name für den Bach sonst nicht überliefert ist.
Das Forstamt der Stadt Frankfurt am Main räumt der urkundlich ältesten Bezeichnung Königsbach Priorität ein, und auch in den von der Stadt Frankfurt herausgegebenen Publikationen wird dieser Name bevorzugt.

## Geographie

### Allgemeines
Der Königsbach/Luderbach (Fließgewässerkennziffer 24798) hat ein oberirdisches Einzugsgebiet von 27,69 km². Es liegt im Rhein-Main-Gebiet nördlich des Rodgaus. Der Bach entwässert über den Main und den Rhein zur Nordsee. Gewässerkundlich wird der Königsbach zu den kleinen Niederungsfließgewässern in Fluss- und Stromtälern gezählt. Von der Quelle bis zur Mündung überwindet der Bach 62 Höhenmeter, was bei einer Lauflänge von 13,7 km einem mittleren Sohlgefälle von 4,5 ‰ entspricht. Innerhalb der besiedelten Gebiete entlang des Bachlaufs überwiegen Wohn- und Industriebebauung sowie andere versiegelte Flächen. Außerhalb bebauter Gebiete ist die Umgebung des Bachlaufs von Auenlandschaften mit Wiesen und Weideflächen charakterisiert.
Der Königsbach hat entlang seines Verlaufs durch unbebaute Landschaft mehrere natürliche Retentionsräume. Dazu zählen ein Überschwemmungsgebiet in der Gemarkung der Stadt Dreieich, zwei solcher Gebiete auf Neu-Isenburger Terrain sowie eines im Bereich des Frankfurter Stadtteils Sachsenhausen. Bei Hochwasserständen kann die Breite der vom Bach überschwemmten Gebiete zwischen 10 m und maximal 250 m (festgestellt in Neu-Isenburg) schwanken.

### Verlauf

#### Von Dreieich bis Neu-Isenburg
Über die genaue Lage der Quelle des Königs-/Luderbachs gibt es in der Literatur einschließlich aktueller Kartenwerke voneinander abweichende Angaben. Das in Frage kommende, übereinstimmend angeführte Quellgebiet liegt zwischen den Städten Dreieich im Westen und Dietzenbach im Osten, an dessen westlicher Stadtgrenze entlang auch der weiter südwestlich am Grünen Born entspringende Bieberbach, ein Zufluss der Rodau, verläuft.
Laut den von der Stadt Frankfurt herausgegebenen Publikationen entspringt der Königsbach in einer Höhe von etwa 157 Metern über Normalnull nordöstlich von Dreieich in der Nähe von Gut Neuhof und fließt von dort aus in nordwestlicher bis nördlicher Richtung. Auf der Liegenschaftskarte des Geoportals Hessen liegt seine Quelle in der Flur Neuhofer Feld gut einen halben Kilometer westsüdwestlich von Neuhof und auch der Landschaftsplan UVF lässt den Königsbach beim Neuhof entspringen.
Mehrere andere Publikationen, darunter historische Kartenwerke, verlegen das Quellgebiet des Königsbachs etwa einen Kilometer weiter südöstlich, nördlich von dem zwischen Götzenhain und Dietzenbach gelegenen Haus Kir(s)chborn. Nach diesen Angaben entspringt der Königsbach westlich des Wollwiesenteichs am westlichen Ortsrand von Dietzenbach, das vom Bieberbach in südwestlich-nordöstlicher Richtung durchflossen wird. Der betreffende Gewässerabschnitt wird in Teilen der Literatur als „Gewässerverbindung“ in einem Grabensystem sowie als „Wasserscheide“ angesprochen (→ Flussbifurkation). Auch eine topografische Karte der Umgegend von Frankfurt aus dem Jahr 1865 zeigt das Quellgebiet des Bachs im Bereich von Kirschbornweiher und Kirschborn-Wiese zwischen Götzenhain und Dietzenbach ohne Darstellung einer eindeutig auszumachenden einzelnen Quelle. Ebenso zeigt der WRRL-Viewer eine Verbindung zwischen dem Luderbach und dem linken Quellbach des Bieberbaches an.
Der weitere Bachverlauf wird in der Literatur ab dem nordöstlich von Gut Neuhof gelegenen Flurstück Schweinhecke einheitlich dargestellt. Beginnend an der Schweinhecke bis zum östlichen Ortsrand von Neu-Isenburg liegt der Lauf des Königsbachs durchgehend in Naturschutzgebieten, darunter die Luderbachaue nordöstlich von Dreieich. Bei der Seibertswiese fließt ihm von rechts ein knapp 1,8 km langer Bach zu. Dort liegen jeweils etwa einen Kilometer entfernt auf beiden Seiten des Baches Hügelgräber. Der Bachlauf beschreibt danach einen weiten Bogen nach Nordwesten und spaltet sich zuvor in den Flurstücken Bestewiese und Brandwiese (andere Quellen führen dort zusätzlich die Flurnamen „Eckhardswiese“ und „Müllerwiese“ auf) in zwei bis drei Arme auf. Kurz vor der Unterquerung der Bundesautobahn 661 und der Bundesstraße 46, unmittelbar nördlich der Anschlussstelle Neu-Isenburg, erreicht der Königsbach das Neu-Isenburger Stadtgebiet.

#### In Neu-Isenburg

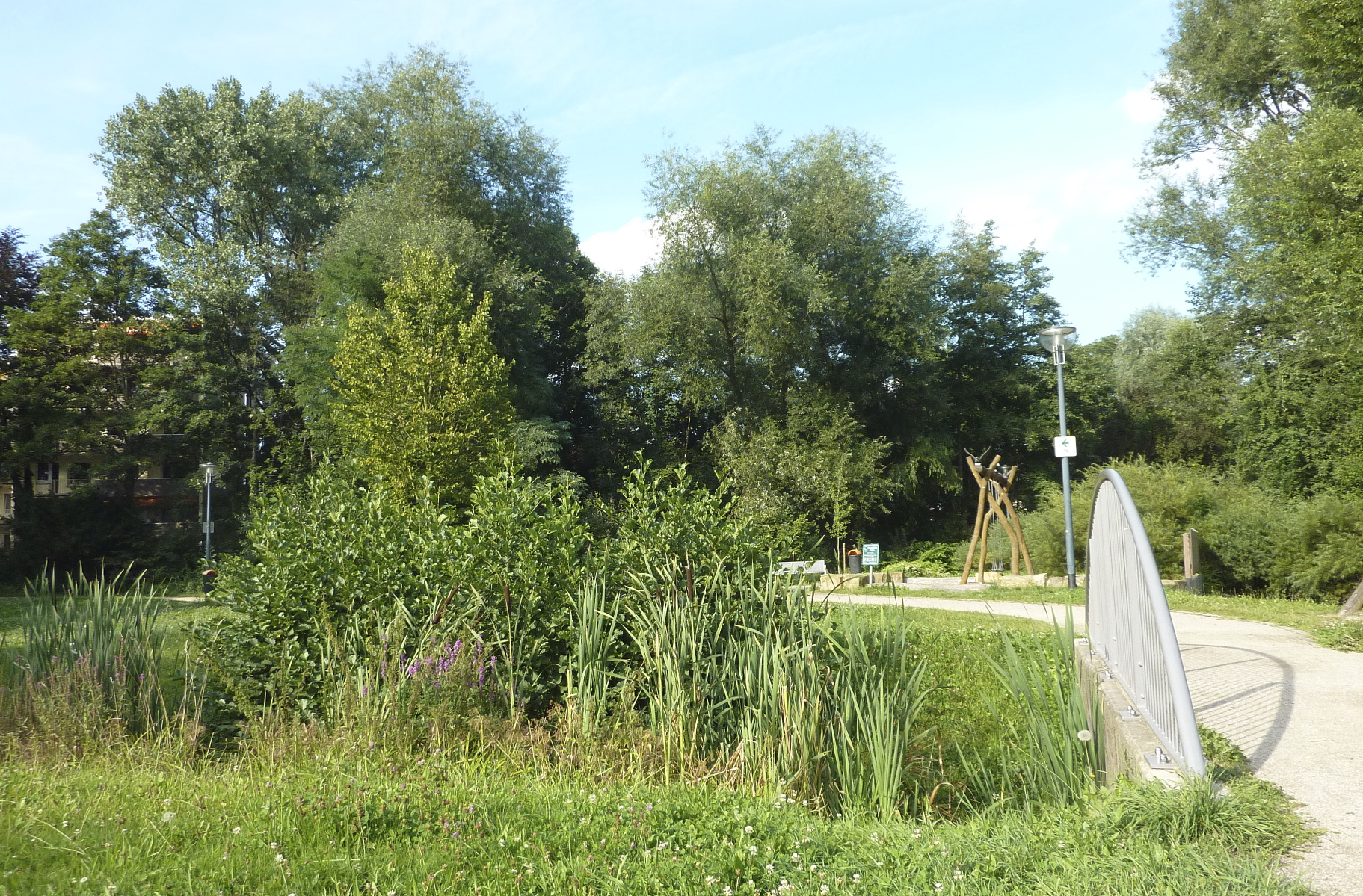
In Neu-Isenburg durchfließt der Königsbach den Bansapark, eine im 21. Jahrhundert angelegte Grünanlage an der Bansamühle aus dem 18. Jahrhundert

Die Gemarkung von Neu-Isenburg durchfließt der Königsbach an ihrem nordöstlichen Rand in west- und nordwestlicher Richtung. Der Bach ist dort teilweise begradigt und fließt überwiegend in einer etwa 100 Meter breiten, als FFH-Gebiet geschützten Auenlandschaft, der Erlenbachaue. Dieser Flurname sowie die in der Nähe gelegene Straße Am Erlenbach sind die einzigen am Bachlauf selbst sowie aus Literatur und Kartenwerken bekannten Hinweise auf den Namen Erlenbach.
Im Norden Neu-Isenburgs hatte der Königsbach vor einer Absenkung des Grundwasserspiegels durch Baumaßnahmen genügend Wasser geführt, um eine Wassermühle, die im Jahr 1705 erbaute Bansamühle, anzutreiben. Das mit der Bansamühle im Stil des Barock erbaute Wohnhaus ist erhalten geblieben. Hinweise auf die Nutzung des Königsbachs als Mühlbach geben die bis in die Gegenwart in der unmittelbaren Umgebung des Bachlaufs verwendeten Neu-Isenburger Straßennamen An der Bansamühle und Am Mühlgraben. Dort durchfließt der Bach den im 20. Jahrhundert angelegten Bansapark und dessen Teich und unterquert anschließend die Bansastraße und den Gravenbruchring. Kurz vor Erreichen der nördlichen Stadtgrenze Neu-Isenburgs kreuzt der Königsbach den Hugenotten- und Waldenserpfad.

#### In Frankfurt am Main

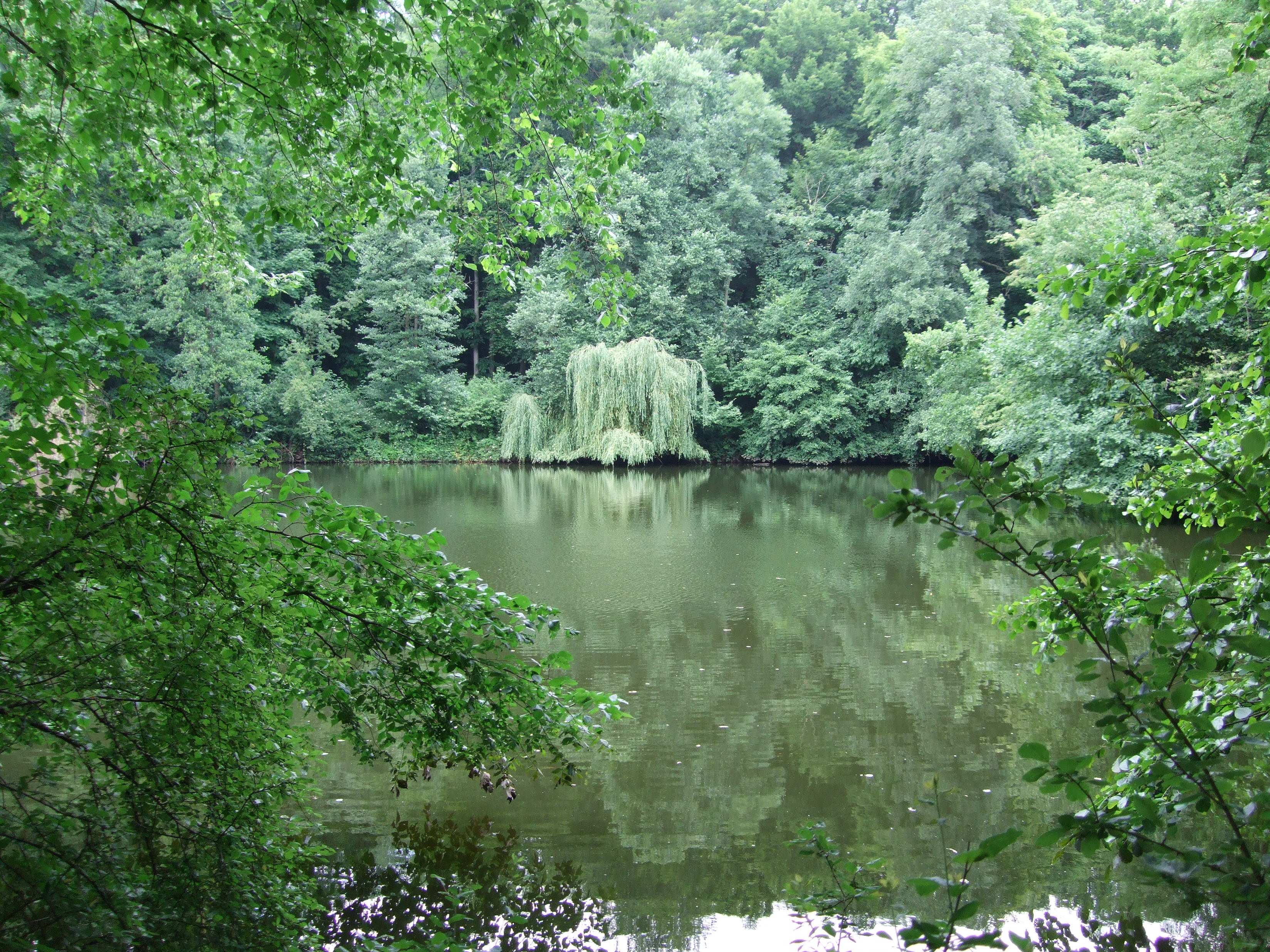
Der Jacobiweiher im Frankfurter Stadtwald wird vom Königsbach durchflossen

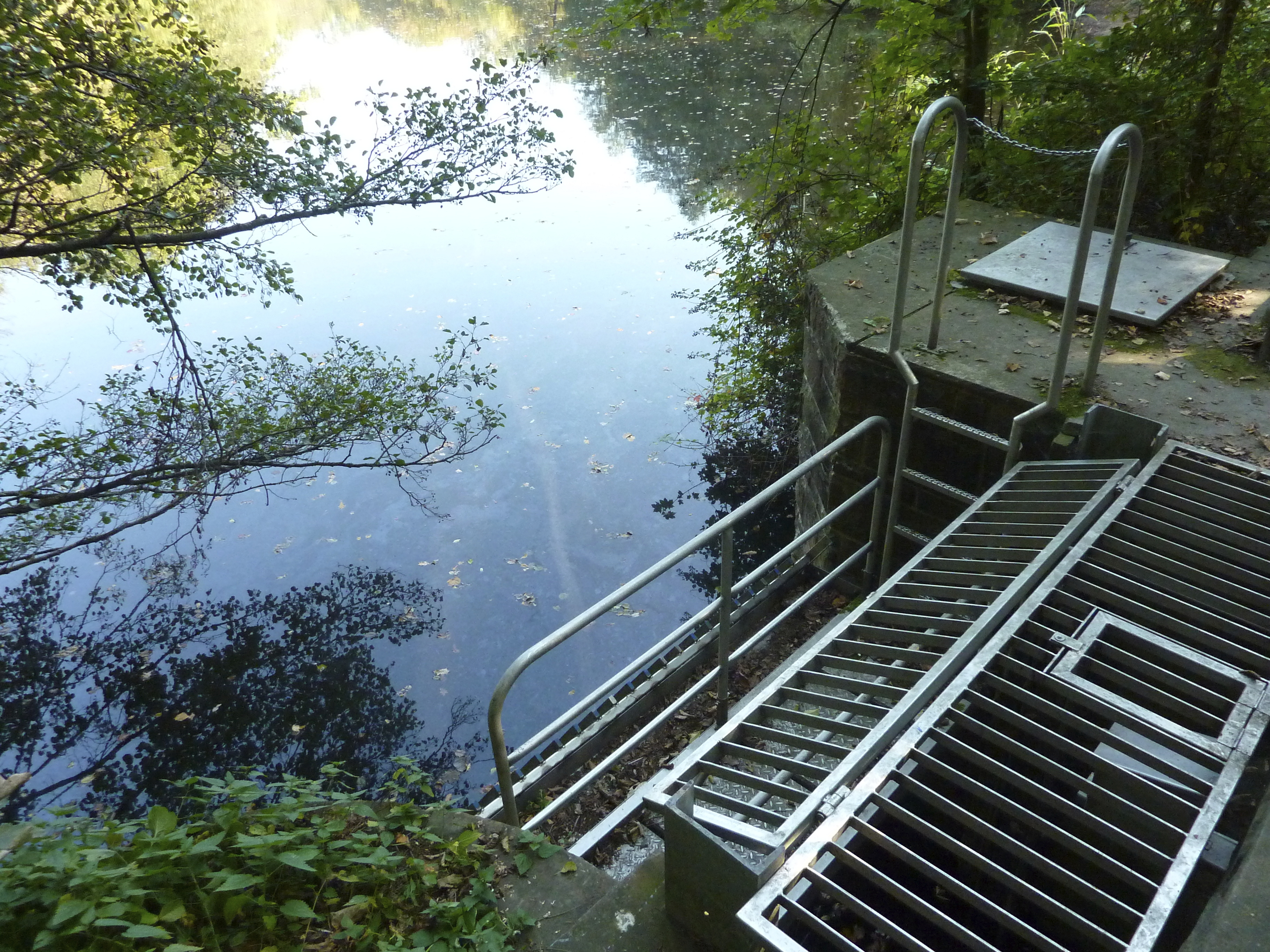
Ein Stauwehr regelt den Abfluss des Königsbachs aus dem Jacobiweiher

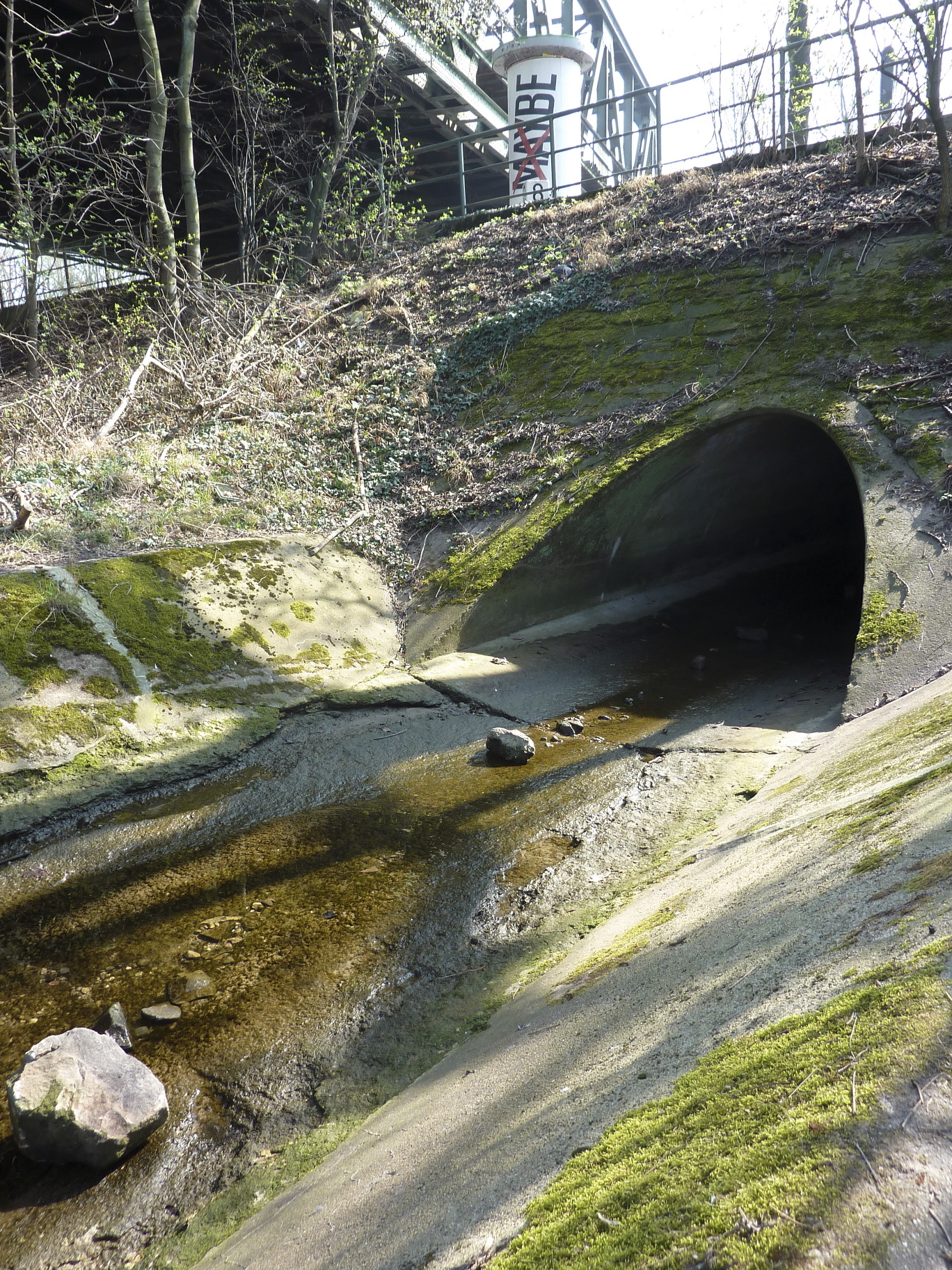
Die verdolte Mündung des Königsbachs unterhalb der Straße Niederräder Ufer, hier mit nahezu trockengefallenem Bachlauf. Das Wasser im Bachbett stammt größtenteils aus dem Main. Links oben im Bild das Stahlfachwerk der Main-Neckar-Brücke

Im weiteren Verlauf überquert der Königsbach die südöstliche Stadtgrenze Frankfurts und fließt auf einer Strecke von etwa 5,9 Kilometern auf Frankfurter Stadtgebiet, davon ungefähr zweieinhalb Kilometer im Frankfurter Stadtwald. Der Königsbach ist neben der Kelster (auch Kelsterbach genannt) und dem etwa 1,7 km langen Bach vom Mörderbrunnen eines von drei Fließgewässern im Gebiet des Stadtwalds. Ab der Stadtgrenze ist ein weiterer Teil des Bachlaufs begradigt und er unterquert kurz dahinter die Autobahn A 3. Anschließend fließt der Bach etwa 500 m parallel zur Darmstädter Landstraße in Richtung Norden. Entlang dieser Strecke münden als Überläufe dienende Gräben von den im 20. Jahrhundert im äußersten Südosten des Stadtwaldes angelegten Teichen Kesselbruchweiher, Försterwiesenweiher und Scherbelinoweiher von rechts in den Bach. Nachdem der Königsbach von der rechten Seite durch den Bach vom Mörderbrunnen gespeist wurde, knickt der Bachlauf nach Nordwesten ab – in die Hauptfließrichtung, die er von dort im Wesentlichen bis zur Mündung beibehält. Er durchfließt den Jacobiweiher im Stadtwald, der in den frühen 1930er-Jahren als Hochwasserrückhaltebecken künstlich angelegt wurde. Vor der Aufstauung hatte der Bach bei starken Regenfällen in den an seinem Unterlauf in Frankfurt-Sachsenhausen liegenden Wohngebieten häufig Überschwemmungen verursacht.
Nordwestlich des Jacobiweihers ist der Bachlauf wieder unbegradigt, der Bach mäandriert und ihm fließt als letzter Zufluss vor der Mündung von rechts das stark schwefel- und eisenhaltige Wasser einer Königsbrünnchen genannten, in Stein gefassten Quelle zu. In diesem Abschnitt durchquert der Bach die Niederung des Cleeischen Wäldchens (auch Königsbach-Aue genannt), das den größten und bedeutendsten Bereich mit Auwald- und Quellwald-Vorkommen im Frankfurter Stadtwald bildet. Der Auwald ist nach seinen Besitzern im 15. Jahrhundert, der Adelsfamilie von Cleen benannt, die das Dorf Niederrad seit dem Jahr 1426 als Lehen besaß. In der sich im Norden anschließenden Waldlichtung mit dem Namen Königswiese ist der Bach in einen östlichen, begradigten, und einen westlichen, naturbelassenen Arm getrennt. Die beiden Bacharme vereinen sich nach einer kurzen Fließstrecke durch die Wiese und eine nördlich angrenzende Kleingartenanlage wieder. Dort unterquert der Bach die Trasse der Eisenbahnstrecke Mainbahn sowie den südlichen Abschnitt der Sachsenhäuser Straße, den Ziegelhüttenweg.
Der Königsbach fließt zwischen den Frankfurter Stadtteilen Sachsenhausen und Niederrad, deren gemeinsame Stadtteilgrenze er markiert, durch naturnahe Wiesen und Parks sowie durch eine weitere Kleingartenanlage am westlichen Fuß des Sachsenhäuser Lerchesbergs. Nach der Straßenbrücke des Schwarzsteinkautwegs (benannt nach einem ehemaligen, benachbarten Basalt-Steinbruch-Kaute) und dem Bahnhof Frankfurt-Louisa, der vom Bach in ost-westlicher Richtung unterquert wird, bis zur Mündung, verläuft der Königsbach weitgehend parallel zum Bahndamm der Main-Neckar-Bahn. Nördlich des Bahnhofs umfließt er das Grundstück des Waldspielparks Louisa am ostnordöstlichen Rand. Auf dem Grundstück des Waldspielparks bildet der Königsbach durch einen teichförmig ausgebauten linken Nebenarm eine künstlich angelegte Insel. Sie gehörte bis zum Jahr 1941 zu einem 1812 auf Initiative von Simon Moritz von Bethmann als Englischer Landschaftsgarten angelegten Grundstück der Frankfurter Bankiersfamilie Bethmann. Bethmann hatte den Park nach seiner Ehefrau Louisa benannt. Der sich nordwestlich an den Park in Richtung Main anschließende Bachlauf ist ab der Mörfelder Landstraße wieder begradigt; dieser letzte Teil des Baches vor der Mündung fällt in den Sommermonaten häufig trocken. Ab der Kennedy-Allee verläuft der Bach weitgehend unzugänglich auf dem Klinikgelände in einem Graben hinter den Rohren der Fernheizung parallel zum Bahndamm der Main-Neckar-Bahn.
In Frankfurt-Niederrad mündet der Königsbach auf einer Höhe von etwa 95 m über NN unterhalb des Niederräder Ufers und unmittelbar am Fuß eines südlichen Pfeilers der Main-Neckar-Brücke verdolt in den Main. Bis zur Begradigung des letzten Bachabschnitts lag die Mündung etwa 500 Meter weiter östlich gegenüber dem Frankfurter Westhafen auf dem Grundstück des damaligen „Blattern-Spitals“, heute Gelände des Universitätsklinikums Frankfurt am Main.

## Ökologie

### Wasserqualität
Der ökologische Gesamtzustand des Königsbachs wird laut Wasserrahmenrichtlinie in Hessen als mäßig eingestuft. Der Umweltatlas Hessen bewertete im Jahr 2010 die ökologische Zustandsklasse des Königsbachs insgesamt als „gut“. Im Jahr zuvor wurde der Grad der Belastung des Bachs mit spezifischen Schadstoffen (Organozinnverbindungen, Pflanzenschutzmittel, polychlorierte Biphenyle, Schwermetalle) ebenfalls als „gut“, der Bestand von Kieselalgen und Makrozoobenthos wurde als „mäßig“ eingestuft. Sein pH-Wert schwankt zwischen 8,1 und 7,7. Der Fischbestand des Königsbachs wurde in den betreffenden Untersuchungen nicht bewertet. Auf der Gewässergütekarte von 2015 werden die Saprobiewerte des Baches im Bereich des Oberlaufes als „sehr gut“ bewertet. Auf dem Gebiet der Stadt Frankfurt verschlechtert sich die Bewertung auf „mäßig“ und im Mündungsbereich schwankt dann der Wert zwischen „gut“ und „sehr gut“.
Tabelle mit Messparameter zur chemischen Gewässergüte von 2015
| Datum      | Ammonium-N [mg/l] | Nitrat-N [mg/l] | Nitrit-N [mg/l] | Orthophosphat-P [mg/l] | Sauerstoff [mg/l] |
| ---------- | ----------------- | --------------- | --------------- | ---------------------- | ----------------- |
| 22.01.2015 | 00,14             | 01,2            | 00,055          | 00,012                 | 011,9             |
| 24.02.2015 | 00,12             | 01,1            | 00,068          | 000,0055               | 012,1             |
| 17.03.2015 | 00,12             | 00,2            | 00,039          | 000,0059               | 010,6             |
| 22.04.2015 | 00,07             | 000,23          | 00,147          | 00,005                 | 010,4             |
| 13.05.2015 | 000,072           | 000,16          | 00,125          | 00,005                 | 009,6             |
| 17.06.2015 | 00,07             | 000,17          | 00,031          | 00,005                 | 009,6             |
| 01.07.2015 | 00,07             | 000,18          | 00,043          | 00,016                 | 009,3             |
| 25.08.2015 | 00,07             | 000,17          | 00,028          | 00,005                 | 009,7             |
| 15.09.2015 | 00,07             | 000,22          | 00,041          | 000,0083               | 009,6             |
| 14.10.2015 | 00,07             | 000,22          | 00,092          | 00,005                 | 009,9             |
| 16.11.2015 | 00,07             | 000,16          | 00,035          | 00,005                 | 009,2             |
| 09.12.2015 | 00,07             | 000,24          | 00,620          | 00,018                 | 009,5             |

### Biosphäre

#### Fauna

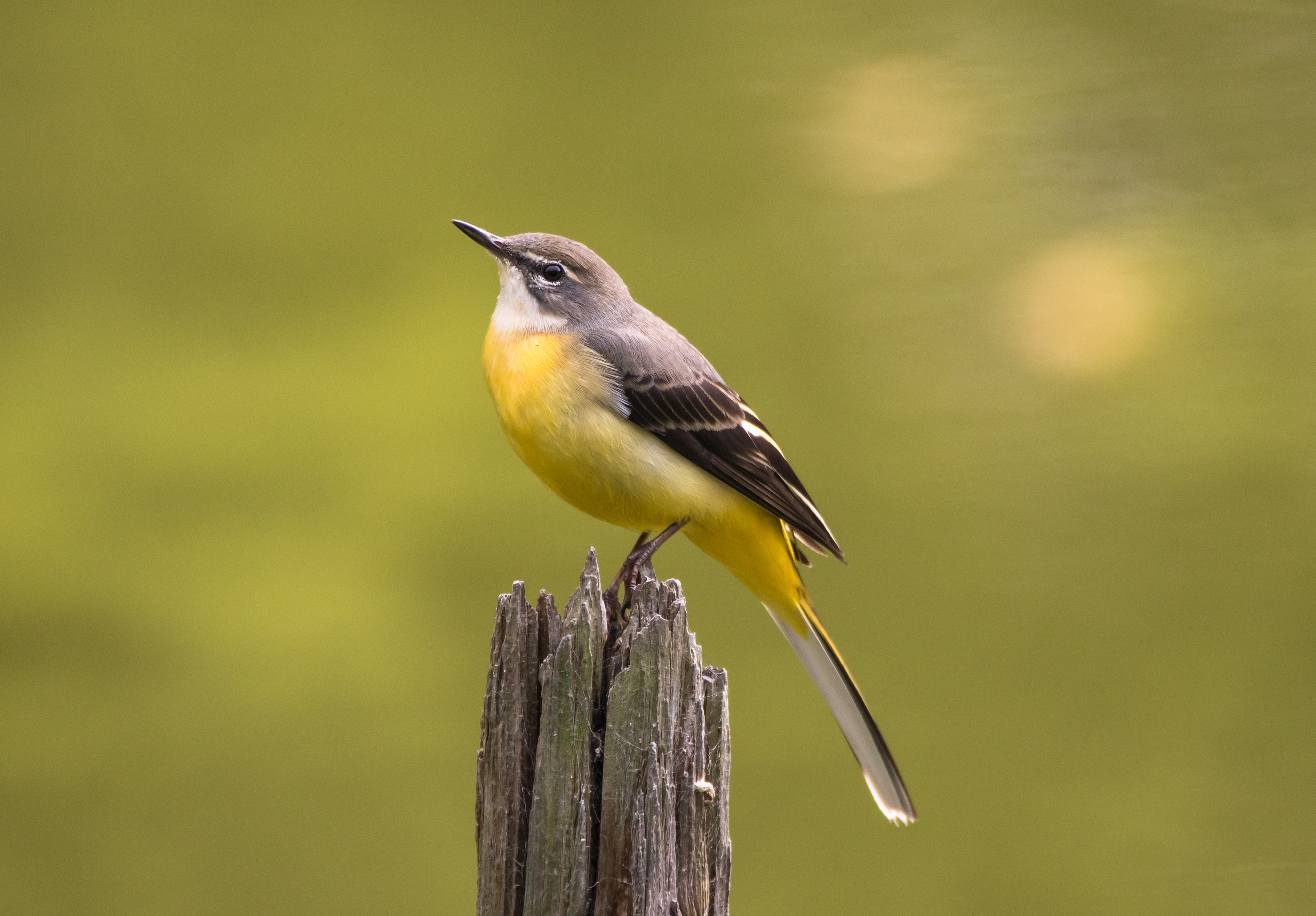
Die Gebirgsstelze, eine am Königsbach heimische Vogelart

Eine auffällige, am Bachlauf vorkommende Vogelart ist die Gebirgsstelze (Motacilla cinerea), eine seltenere Verwandte der Bachstelze mit leuchtend gelb gefärbter Unterseite. Zu den besonders geschützten Tierarten am Königsbach zählt der Schwarzblaue Bläuling (Phengaris nausithous). Diese auf der Roten Liste gefährdeter Arten stehende Schmetterlingsart lebt in der als Landschaftsschutzgebiet und nach der Fauna-Flora-Habitat-Richtlinie (FFH) der EWG als FFH-Gebiet ausgewiesenen Erlenbachaue am Bachlauf im Stadtgebiet von Neu-Isenburg. Nördlich von Neu-Isenburg kann man am Luderbach den Feuersalamander beobachten.

#### Flora

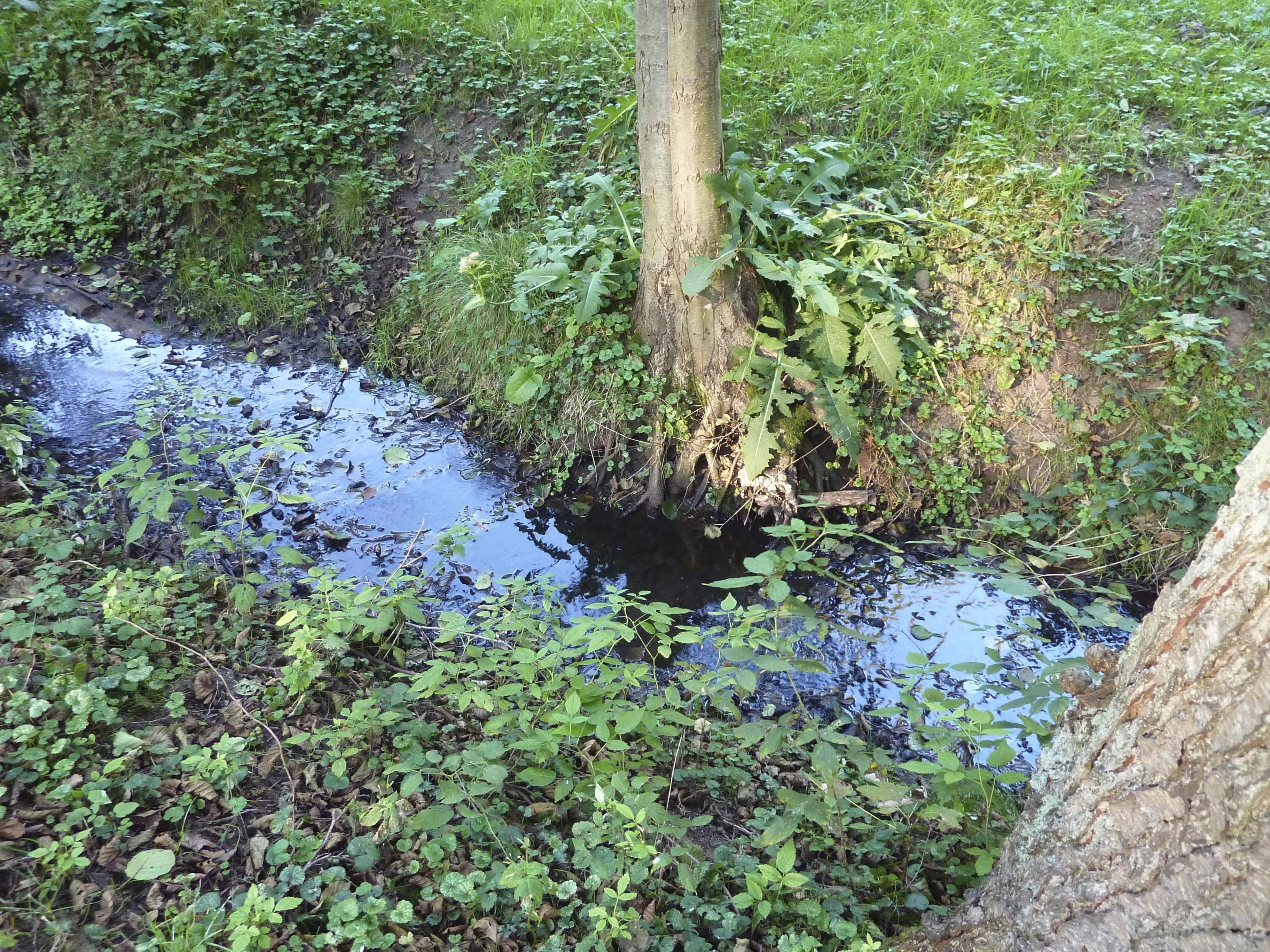
Ufervegetation an der Königswiese. In der Bildmitte der Stamm einer Schwarz-Erle mit typischen Wurzeln

Eine der auffälligsten Pflanzen am Königsbach ist der Gefleckte Aronstab (Arum maculatum), der im Frühsommer an seinem leuchtend roten Fruchtstand zu erkennen ist. Typischer für die Vegetation am Bachlauf sind mehrere Baumarten sowie einige in der Krautschicht vorkommende Pflanzen. Der seltene Auwald des Cleeischen Wäldchens sowie derjenige am Bachufer beim Waldspielpark Louisa wird vorwiegend von den Baumarten Schwarz-Erle (Alnus glutinosa), Flatter-Ulme (Ulmus laevis), Gemeine Esche (Fraxinus excelsior) und Bergahorn (Acer pseudoplatanus) gebildet. In der Bachaue des Cleeischen Wäldchens sind im Bodenbewuchs seltene und geschützte Pflanzen anzutreffen. Dazu zählen die in Frankfurt selten gewordene Sumpfdotterblume (Caltha palustris), das Bittere Schaumkraut (Cardamine amara), das Wechselblättrige Milzkraut (Chrysosplenium alternifolium), das Moschuskraut (Adoxa moschatellina) sowie mehrere Arten von Seggen. Eine im Cleeischen Wäldchen am Bachufer häufig vorkommende Pflanze ist der Bärlauch (Allium ursinum). Mit verschiedenen Seggenarten bewachsen ist auch der feuchtwiesenartige Teil der Königswiese am naturbelassenen westlichen Arm des Königsbachs. Darunter befinden sich die Zweizeilige Segge (Carex disticha), die Blasensegge (Carex vesicaria) sowie der Sumpf-Pippau (Crepis paludosa).

## Freizeit und Tourismus
Entlang der knapp 14 Kilometer des Bachverlaufs liegen einige Orte, die als Ausflugsziele für Freizeitaktivitäten von lokaler oder regionaler Bedeutung sind. Dazu zählen Naturschutzgebiete, ausgeschilderte lokale Wanderwege, Ausflugsgastronomie, ein Waldspielpark sowie mehrere Objekte von kultureller und kulturhistorischer Bedeutung.

### Wanderwege
Mehrere Waldwege und Waldlehrpfade bieten auf Frankfurter Gemarkung die Möglichkeit für Wanderungen an den Königsbach, darunter der Naturpfad Weilruh, ein Rundwanderweg im Südosten des Frankfurter Stadtwalds. Im Stadtwald wird der Königsbach mehrfach von den dort typischen Waldschneisen überquert; am nordwestlichen Ende des Jacobiweihers, an der Grüngürtel-Waldschule, kreuzt der Grüngürtel-Rundwanderweg auf der Oberschweinstiegschneise den Bachlauf.

### Kultur, Gastronomie

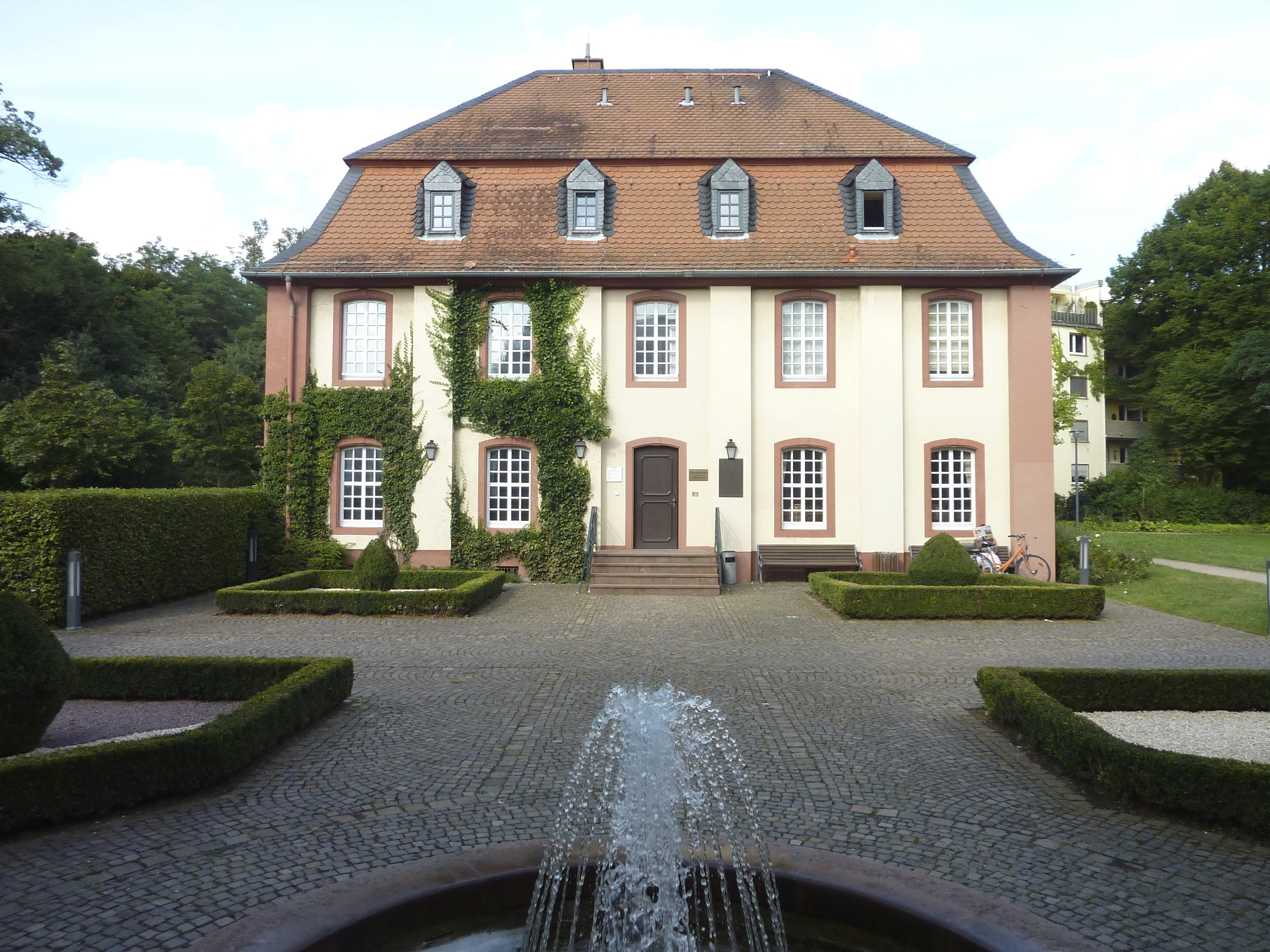
Das Herrenhaus der Neu-Isenburger Bansamühle mit Park

In Neu-Isenburg sind das als Kulturdenkmal ausgewiesene historische Herrenhaus der ehemaligen Bansamühle mit barockem Ziergarten sowie der südlich daran angrenzende Bansapark, durch den ein Abschnitt des Königsbachs verläuft, Ausflugsziele von lokaler Bedeutung. Im Bansapark befindet sich ein Kinderspielplatz.
Knapp zwei Kilometer bachabwärts, im Frankfurter Stadtwald (Stadtteil Sachsenhausen) am Ufer des Jacobiweihers, säumen zwei Skulpturen des Zeichners und Autors F. K. Waechter den in den 1930er-Jahren durch Aufstauung des Bachs entstandenen Teich – die Eule im Norwegerpullover und der Pinkelbaum
Gleichfalls am Ufer des Jacobiweihers, an der Oberschweinstiege, befindet sich ein saisonal geöffnetes, in der warmen Jahreszeit viel frequentiertes Ausflugslokal mit Außengastronomie und Parkplätzen.

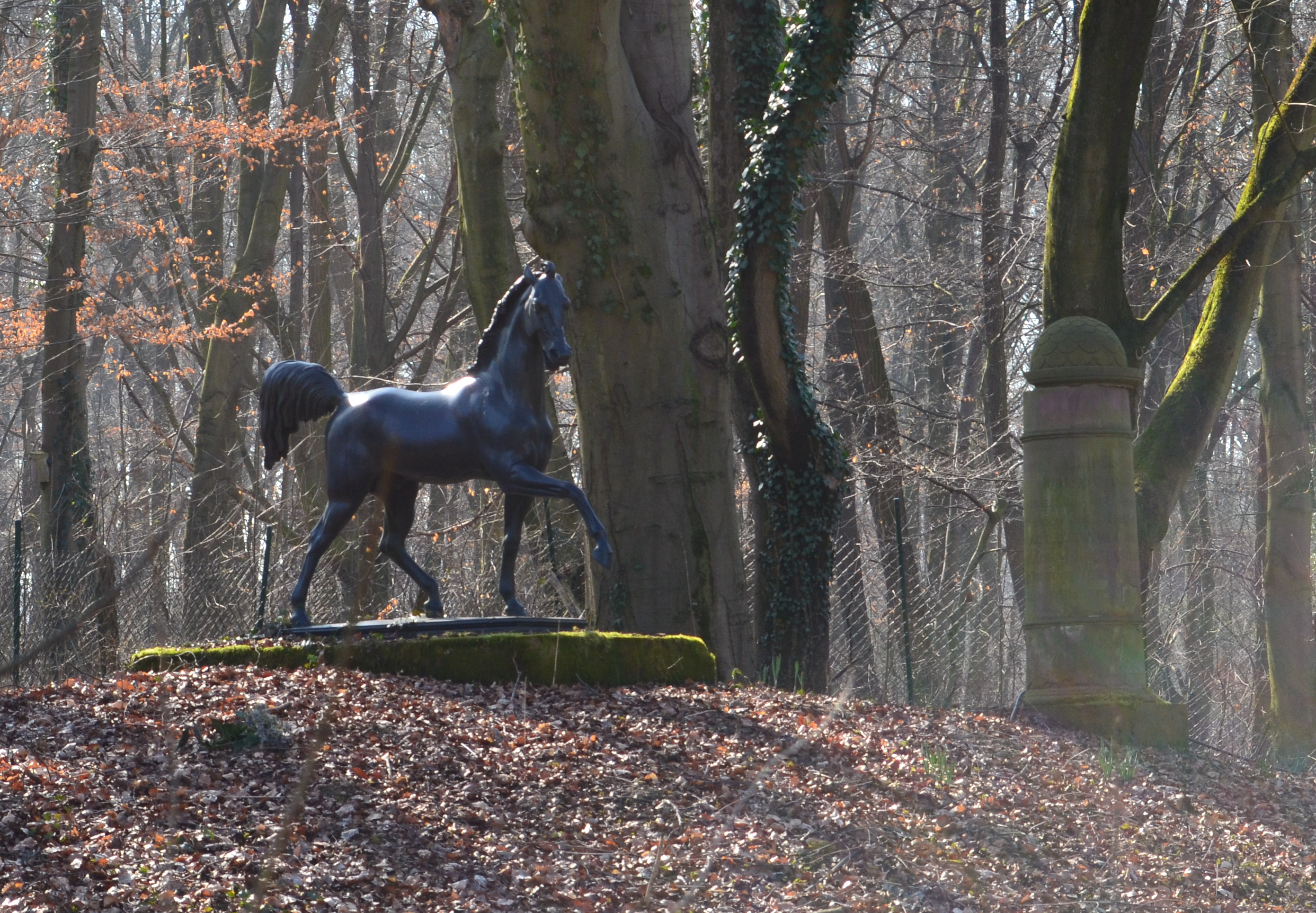
Skulptur Eclipse im Park Louisa

Eine Skulptur von überregionaler Bedeutung ist weitere zwei Kilometer nordöstlich entlang des Bachverlaufs zu besichtigen: Die im Park Louisa ausgestellte Bronzeskulptur Eclipse des Bildhauers Christian Friedrich Tieck (1776–1851) aus dem Besitz des Frankfurter Bankiers und Diplomaten Simon Moritz von Bethmann (1768–1826) ist eine künstlerische Darstellung des britischen Rennpferdes Eclipse. Die denkmalgeschützte Skulptur steht – für die Öffentlichkeit nicht direkt zugänglich – wenige Meter westlich des dort künstlich in zwei Arme aufgeteilten Königsbachs. Auf dem vom Bach durchflossenen Gelände liegt auch ein Abenteuerspielplatz, der Waldspielpark Louisa.
Der Königsbach mündet am Fuße eines Denkmals der Route der Industriekultur Rhein-Main Frankfurt am Main an der Main-Neckar-Brücke, einer auf das späte 19. Jahrhundert zurückgehende Eisenbahnbrücke mit Fußgängersteg. Am südlichen Fuß der Brücke liegt das westlich an die Bachmündung angrenzende Licht- und Luftbad Niederrad, das über ein Café mit Außengastronomie, Spielplätze und einen Grillplatz verfügt. Das Gelände gehörte zu einem Flussbad an der Mündung des Königsbachs, im Jahr 1900 auf der Landzunge eines Nadelwehrs des Mains aus dem 19. Jahrhundert eingerichtet.